# テレサ・ハッキョン・チャ
テレサ・ハッキョン・チャ (Theresa Hak Kyung Cha, 차학경, 1951年3月4日 - 1982年11月5日) は、大韓民国に生まれアメリカ合衆国で活動した作家、芸術家。1982年に出版された実験的著作『ディクテ (Dictée)』で知られる。

## 経歴
朝鮮戦争期の1951年に大韓民国釜山で生まれ、1963年アメリカ合衆国に家族と共に移住した。1969年からカリフォルニア大学バークレー校で比較文学や映画理論、パフォーマンスアートなどを学び、1973年比較文学士を取得。1974年から1975年にかけてパフォーマンスやインスタレーション、映画やビデオの制作を始める。1976年、フランスパリのアメリカン映画研究センター(Centre d'Études Americain du Cinéma)に留学。留学中にオランダのアムステルダムに赴き芸術家たちと交流を重ねた。1977年に合衆国に戻り、米国市民権を得た。1978年芸術修士を取得。1979年から1981年にかけて韓国を3度訪れている。
1982年に出版された『ディクテ』は、チャのジャンルを超えた制作活動の一環としての作品で、さまざまな文体の文章や写真・毛筆のページなどを並置しジャンルや概念を根本から問い直している。『ディクテ』出版翌週の1982年11月5日、ニューヨークで暴行・殺害された。犯人は警備員だったがレイプ常習犯だった。

## 著書
- Theresa Hak Kyung Cha (1982). Dictée. Tanam Press. ISBN 9780934378109
  - テレサ・ハッキョン・チャ『ディクテ - 韓国系アメリカ人女性アーティストによる自伝的エクリチュール』池内靖子 訳、青土社、2003年。ISBN 4791760433。
- Theresa Hak Kyung Cha (2009). Lewallen, Constance M. ed. Exilee and Temps Morts : Selected Works. University of California Press. ISBN 9780520259089

## 映画、映像活動
- Secret Spill (1974) 27 分, b&w, sound
- Mouth to Mouth (1975) 8 分, b&w, sound
- Permutations (1976) 10 分, b&w, sound
- Vidéoème (1976) 3 分, b&w, sound
- Re Dis Appearing (1977) 3 分, b&w, sound

## パフォーマンス
- Barren Cave Mute (1974), at the University of California, Berkeley.
- Aveugle Voix (1975), at 63 Bluxome Street, San Francisco.
- A Ble Wail (1975), at Worth Ryder Gallery, University of California, Berkeley.
- Life Mixing (1975), at University Art Museum, Berkeley.
- Vampyr (1976), at Centre des etudes americains du cinema, Paris.
- Reveille dans la Brume (1977), at La Mamelle Arts Center and Fort Mason Arts Center, San Francisco.
- Other Things Seen. Other Things Heard (1978), at Western Front Gallery, Vancouver, and the San Francisco Museum of Modern Art.